# Magdalena von Leonrod
Magdalena (II.) von Leonrod († 24. Dezember 1486) war von 1472 bis 1486 Äbtissin des Benediktinerinnenklosters in Kitzingen. 

## Das Kloster vor Magdalena
Das Kitzinger Benediktinerinnenkloster erlebte zu Beginn des 15. Jahrhunderts einen allumfassenden Niedergang. Die ältere Literatur schiebt diesen vor allem auf die Prachtliebe der Äbtissinnen. Die Handlungsfähigkeit der Abtei wurde auch durch eine schismatische Wahl im Jahr 1465 behindert. Die Folge war eine große Schuldenlast, die im Verkauf großer Güter resultierte. Hinzu kamen mehrere Missernten und Viehseuchen, die die wirtschaftliche Leistung des Klosters weiter schmälerten. Der erst unter Äbtissin Barbara von Castell erworbene Klosterforst nördlich von Kitzingen brannte außerdem ab.

## Leben
Magdalena von Leonrod wurde als Tochter des Johann von Leonrod und der Ursula von Seckendorff-Gutend geboren. Die Familie war Teil der fränkischen Ritterschaft und als solche im Kanton Altmühl organisiert. Wahrscheinlich wuchs Magdalena in der heute noch als Ruine bestehenden Burg Leonrod bei Ansbach auf. Über die Kindheit und schulische Ausbildung der Magdalena schweigen die Quellen, sie war wohl früh für eine Laufbahn im Kloster vorgesehen. Erstmals in Erscheinung tritt sie jedoch erst im Jahr 1472, als sie nach dem Tod ihrer Vorgängerin zur Äbtissin gewählt worden war.
Magdalena II. nahm sich als neue Klostervorsteherin zunächst dem Schuldendienst an. Im Jahr 1475, am Samstag nach Mariä Geburt, veräußerte sie den Stab, das Gericht und alle verbliebenen Besitzungen in Dettelbach, das ursprünglich zum Kernraum des klösterlichen Einflusses gehörte. Nutznießer dieser Verkäufe war das Kloster St. Stephan in Würzburg, das hierdurch seinen Reichtum steigern konnte. Durch diese Vorgänge gelang es dem Kitzinger Kloster insgesamt 4.500 Gulden rheinisch aufzutreiben.
In den Jahren 1481 bis 1484 ließ die Äbtissin das Kitzinger Sondersiechenhaus renovieren und stattete es mit einer neuen Ordnung aus. Diese Unterstützung der an der Lepra erkrankten Menschen in ihrem Einflussbereich war allerdings nicht ohne die finanzielle Unterstützung des Kitzinger Rates möglich. Das Kloster unterstützte die Bewohner durch die Spende einer wöchentlichen Gabe an Brot und Wein. Die Investitionen wurden aber teuer erkauft. So mussten die Nonnen noch 1484 die Mainmühle an den Markgrafen Albrecht von Brandenburg-Ansbach verkaufen.
Die Anstrengungen um den klösterlichen Besitz erlebten durch den Brand am zweiten Pfingsttag 1484 einen jähen Rückschlag. Durch die Unachtsamkeit der Konventualin Sabina Schenkin von Siemau brannte der größte Teil der Abteigebäude ab. Dabei verlor das Kloster einen Großteil seiner Archivalien aus vergangenen Jahrhunderten. Magdalena trieb den Wiederaufbau der Klosterkirche voran und ließ das Gebäude mit drei Kapellen ausstatten. Für die seelsorgerische Arbeit in Kitzingen stellte man nun einen Pfarrer mit drei Vikaren ein. Unter Magdalena entstand auch die Maria-Magdalena-Kirche in Buchbrunn.
Über den Tod und das Begräbnis der Äbtissin Magdalena gibt es in der Literatur unterschiedliche Annahmen. Während die ältere Literatur ihren Tod auf den 25. Juli 1492 verlegte, geht die neuere Literatur, allen voran der Historiker Klaus Arnold davon aus, dass die Benediktinerin bereits am 24. Dezember 1486 verstarb. Gestützt wird diese Annahme durch ein Epitaph, das sich heute im Museum für Franken in Würzburg befindet und neben dem Familienwappen auch die kniende Nonne Magdalena zeigt. Laut Benvenut Stengele soll Magdalena von Leonrod in der von ihr besonders geförderten Siechenhauskapelle beerdigt worden sein.